# Тричі воскреслий
«Тричі воскреслий» (рос. «Трижды воскресший») — російський радянський фільм, знятий в 1960 році режисером Леонідом Гайдаєм на кіностудії «Мосфільм».

## Сюжет
Біля маленького приволзького містечка стоїть на мертвому якорі «Орленок» — буксир, що вийшов з ладу. У нього славна історія. У 1919 році комсомольці вирушали на «Орленку» бити білих, а в дні Вітчизняної війни комсомольці нового покоління перевозили на ньому дітей і поранених бійців з героїчного Сталінграду. Тепер пароплавом заволоділи хлопці. Вони дбайливо зібрали тут все, що розповідало про історію «Орленка», здійснювали на ньому уявні подорожі. Як на справжньому пароплаві відбивали склянки, змінювалися вахти, а штурман ретельно відзначав на карті пройдений шлях. Одного разу в містечку зупинилася делегація комсомольців, що везла подарунки будівельникам гідроелектростанції. Керівниця делегації Світлана (Алла Ларіонова) побачила «Орленок» і познайомилася з його командою. Пропозиція Світлани про ремонт буксира підтримали в райкомі партії. Відроджений до життя «Орленок» знову вирушає у плавання. Весело і завзято звучить над Волгою його гудок.

## У фільмі знімалися
- Алла Ларіонова — Світлана Сергіївна
- Георгій Куликов — Аркадій Миколайович Шмельов, дитячий лікар, «капітан» буксира «Орленок»
- Наталія Медведєва — Шмельова Ганна Михайлівна, секретар райкому партії
- Всеволод Санаєв — Іван Олександрович Стародуб, начальник будівництва ГЕС
- Костянтин Сорокін — Кисельов Василь Васильович, завідувач райфінвідділом
- Микола Боголюбов — Камінський, викладач музики
- Надія Румянцева — Любаша Соловйова, обліковець на заводі
- Ніна Гребешкова — Зоя Миколаївна, директор школи
- Микола Погодін — Микола, експедитор з вантажем
- Геннадій Павлов — Антон, шофер (роль озвучує Ю. Саранцев)
- Владислав Баландін — міліціонер
- Володимир Лебедєв — Морковкін, заготівельник
- В. Шиханов — Ігорьок
- Ольга Наровчатова — Натка Казанська
- М. Мисик — Льоша
- Олексій Криченков — Гешко Кисельов
- Володимир Семенов — (немає в титрах)
- Марія Кравчуновська — санітарка, (немає в титрах)
- Олена Вольська — секретарка, (немає в титрах)
- Юрій Боголюбов — Казанський в юності, (немає в титрах)
- Леонід Гайдай — винахідник, (немає в титрах)
- Микола Рибніков — Микола Шмельов, перший комісар «Орлятка» (немає в титрах)